# John Brown (abolitionist)
 Der er flere personer med dette navn, se John Brown (handelsmand).
John Brown (født 9. maj 1800, død 2. december 1859) var den første hvide amerikanske abolitionist, der talte for at starte et oprør for at få afskaffet slaveriet i USA. Han er blevet kaldt "den mest kontroversielle af alle det 19. århundredes amerikanere." Brown blev henrettet for forræderi.

## Angrebet på Harper's Ferry
Brown skilte sig ud fra langt de fleste andre forkæmpere for afskaffelse af slaveriet, fordi han mente, at vold var nødvendigt for at nå målet. Denne tro førte til, at han dræbte fem fortalere for slaveriet i det, der senere blev kendt som Pottawatomie massakren i maj 1856. Browns mest kendte aktion var angrebet på det føderale våbenlager ved Harper's Ferry i det nuværende West Virginia. Da han indtog lageret med hjælp fra 20 våbenbrødre, herunder tre af sine egne sønner, dræbte han syv personer og sårede omkring ti. Hans plan var at bevæbne slaver med våben fra arsenalet, men angrebet mislykkedes, da John Brown og hans mænd kom i blodig ildkamp med lokale bønder, militsfolk og marinesoldater, der blev ført af Robert E. Lee. Inden for 36 timer var 10 af Browns mænd dræbt eller, som Browns sønner Oliver og Watson, dødeligt såret. Nogle få formåede at flygte, såsom John Browns søn Owen og afroamerikaneren Osborne Perry Anderson, der senere udgav sin beretning "A Voice from Harper's Ferry". Resten, inklusive John Brown, blev taget til fange.

## Konsekvenser af angrebet
Hans forsøg på at starte en befrielsesbevægelse blandt slaverne i Virginia i 1859 rystede USA, selv om ikke en eneste slave fulgte hans kald. Han blev anklaget for forræderi imod staten Virginia og hængt. Hans opførsel under retssagen i Charles Town, Virginia, virkede heroisk for millioner af amerikanere. Den gav Brown mulighed for at vise sit mod og fremlægge sin vision om et USA uden slaveri eller racisme. Mens hvide amerikanere var delte i spørgsmålet om, hvorvidt Brown var frihedskæmper eller terrorist, blev Brown øjeblikkeligt til en højtelsket helt blandt sorte amerikanere.  
Sydstaternes hvide mente, at hans oprør kun var toppen af abolitionismens isbjerg af vold og fanatisme, og erklærede Det Republikanske Parti for at være medskyldig. Partiet, der året efter fik valgt Abraham Lincoln som præsident, var imod slaveri, men ikke tilhænger af John Browns oprør, da de ønskede en fredelig løsning på problemet frem for en voldelig. Abraham Lincoln tog kraftigt afstand fra John Browns handlinger og anerkendte dommen om Browns hængning. Ikke desto mindre insisterede slaveriets fortalere på at kæde Lincoln sammen med Brown. Historikerne er enige om, at angrebet på Harper's Ferry eskalerede spændingerne. Det førte kort efter til den amerikanske borgerkrig, hvor nordstaternes tropper sang "John Brown's Body" som hyldest til ham, når de marcherede i krig mod sydstaterne. "John Browns krop bliver til muld i graven, men hans sjæl (i nogle versioner "hans sandhed") marcherer videre," lød den vigtigste strofe i sangen.   